# Barres (film)
Pour les articles homonymes, voir Barres.
Pour plus de détails, voir Fiche technique et Distribution.
Barres est un film français réalisé par Luc Moullet, sorti en 1984.

## Synopsis
L'évolution des tourniquets et portes antifraudes du métro et les différentes façons de les affronter sans ticket.

## Fiche technique
- Titre : Barres
- Réalisation : Luc Moullet
- Scénario : Luc Moullet
- Production : Les Films d'ici
- Photographie : Richard Copans
- Montage : Daniéla Abadi
- Pays d'origine :  France
- Format : Couleurs - Mono - 16 mm
- Durée : 14 minutes
- Année de réalisation : 1983
- Date de sortie : France : 1984

## Distribution
- Jean Abeillé
- Jean-Pierre Bonneau
- André Chauchat
- Odette Duval
- René Gilson
- Yann Lardeau
- Luc Moullet
- Jacques Robiolles
- Ruta Sadoul
- Richard Bigotini (non crédité)